# Смак-Корсинское сельское поселение
Смак-Корсинское сельское поселение — упразднённое сельское поселение в Арском районе Татарстана. Административный центр — село Смак-Корса. Глава сельского поселения — Хисамутдинов Рифкат Гилемзянович.

## Население
Численность населения составляет 1109 человек.
Национальный состав поселения — татары.

## Административное деление
В состав сельского поселения входят 5 населённых пунктов:
- село Смак-Корса
- деревня Верхняя Масра
- деревня Старая Масра
- деревня Старый Муй
- посёлок ж/д разъезда Корса